# Sherard Osborn
Pour les articles homonymes, voir Sherard et Osborn.
Sherard Osborn (Madras, 25 avril 1822 – Londres, 6 mai 1875), est un amiral de la Royal Navy et un explorateur de l'Arctique.

## Biographie
Entré dans la Royal Navy en 1837, il sert en Extrême-Orient puis en Irlande et est ensuite envoyé dans le Pacifique (1844-1848).
En 1849, il participe à la recherche de sir John Franklin dans l'Arctique. Avec Horatio Austin, il explore ainsi, à la tête du Pionneer toute l'île du Prince-de-Galles en traineau et tente en vain de remonter le détroit de Jones. Il est ensuite membre de l'expédition d'Edward Belcher (1852-1854).
Il participe en 1856 à la guerre de Crimée puis est nommé en Chine en 1857. Il y remontera le Yang Tsé Kiang sur plus de 600 miles.
De retour en Angleterre en 1859 en raison de problèmes de santé, il y publie plusieurs ouvrages et collabore à l’organisation de l'expédition de George Nares en 1875. Il meurt peu de temps après le 6 mai 1875.